# Villaverla
Villaverla é uma comuna italiana da região do Vêneto, província de Vicenza, com cerca de 5.301 habitantes. Estende-se por uma área de 15 km², tendo uma densidade populacional de 353 hab/km². Faz fronteira com Caldogno, Dueville, Isola Vicentina, Malo, Montecchio Precalcino, Sarcedo, Thiene.

## Demografia
| Variação demográfica do município entre 1861 e 2011                               |
|                                                                                   |
| Fonte: Istituto Nazionale di Statistica (ISTAT) - Elaboração gráfica da Wikipedia |